# حكومة بشر الخصاونة
حكومة بشر الخصاونة (12 أكتوبر 2020 - 15 سبتمبر 2024) هي الحكومة الثانية بعد المائة منذ إعلان إمارة شرق الأردن عام 1921م، التاسعة عشر في عهد الملك عبد الله الثاني بن الحسين، أدّت الحكومة اليمين الدستورية في 12 أكتوبر/تشرين أول 2020 ميلادي الموافق 25 صفر 1442 هجري، تقدّمت باستقالتها بعد 3 سنوات و11 شهرًا وبضعة أيام في 15 سبتمبر 2024، وعليه تعتبر أطول الحكومات عمرًا في عهد الملك عبد الله الثاني.
كُلف القانوني والدبلوماسي بشر الخصاونة بتشكيل الحكومة الجديدة في 7 تشرين الأول 2020 بعد أيام من قبول استقالة حكومة سلفه عمر الرزاز في 2 تشرين الأول 2020 وتكليفها بتصريف الأعمال لحين تشكيل الحكومة الجديدة، وذلك إثر حل مجلس النواب الأردني بتاريخ 27 سبتمبر، حيث ينص الدستور على إقالة الحكومة الحالية بعد أسبوع من حل المجلس وعلى ألا تُشكل الحكومة الجديدة بواسطة رئيس الوزراء الحالي.

## الخلفية
تنص المادة (74-2) من الدستور الأردني بمايلي: «الحكومة التي يحل مجلس النواب في عهدها تستقيل خلال أسبوع من تاريخ الحل، ولا يجوز تكليف رئيسها بتشكيل الحكومة التي تليها». حيث لا يجوز قانونيا تمديد بقاء الحكومة في حال حلّ مجلس النواب.
أمر الملك عبدالله الثاني في 27 سبتمبر 2020 بحل مجلس النواب الثامن عشر والذي أكمل مدته الدستورية. تم تكليف الحكومة السابقة بتصريف الأعمال لحين اختيار رئيس الوزراء وتشكيل الحكومة الجديدة.

### التسلسل الزمني
- 10 صَفَر 1442 هجري الموافق 27 أيلول 2020 م: حل مجلس النواب الأردني.
- 16 صَفَر 1442 هجري الموافق 3 تشرين الأول 2020 م: استقالة حكومة عمر الرزاز وتكليفها بتصريف الأعمال.
- 20 صَفَر 1442 هجري الموافق 7 تشرين الأول 2020 م: إصدار كتاب التكيلف السامي إلى بشر الخصاونة.
- 25 صَفَر 1442 هجري الموافق 12 تشرين الأول 2020 م: الإعلان عن تشكيلة الحكومة الجديدة وأداء اليمين الدستورية أمام الملك.

## رئيس الحكومة
بشر الخصاونة هو نجل السياسي الأردني هاني الخصاونة الذي تسلم وزارتي الإعلام والشباب في فترتين من ثمانينيات القرن العشرين، أما خبرته في العمل العام، فقد تسلم عدّة مناصب منها: وزير دولة للشؤون الخارجية، ثم للشؤون القانونية، وعمل مندوبا للأردن لدى منظمة اليونسكو، ولدى جامعة الدول العربية، ومراقبًا لدى منظمة الاتحاد الأفريقي، فضلا عن عمله سفيرا للمملكة في فرنسا ومصر ودول أخرى. وكما شغل عدد من المناصب الدبلوماسية والحكومية كان آخرها مستشار الملك للسياسات منذ أغسطس 2020. وقبلها عمل مستشار للملك لشؤون الاتصال والتنسيق للفترة بين عامي 2019 -2020.

## التشكيل الحكومي
| المنصب                                    | شاغل المنصب              | تولى المنصب                | غادر المنصب    |
| ----------------------------------------- | ------------------------ | -------------------------- | -------------- |
| رئيس الوزراء الدفاع                       | بشر الخصاونة             | 25 صفر 1442 12 أكتوبر 2020 | 15 سبتمبر 2024 |
| نائب رئيس الوزراء                         | أيمن الصفدي              | 12 أكتوبر 2020             | 15 سبتمبر 2024 |
| نائب رئيس الوزراء                         | توفيق كريشان             | 12 أكتوبر 2020             | 15 سبتمبر 2024 |
| نائب رئيس الوزراء                         | أمية طوقان               | 12 أكتوبر 2020             | 7 مارس 2021    |
| نائب رئيس الوزراء للشؤون الاقتصادية       | ناصر الشريدة             | 27 أكتوبر 2022             | 15 سبتمبر 2024 |
| الخارجية وشؤون المغتربين                  | أيمن الصفدي              | 15 يناير 2017              | 15 سبتمبر 2024 |
| الإدارة المحلية                           | توفيق كريشان             | 12 أكتوبر 2020             | 15 سبتمبر 2024 |
| الداخلية                                  | توفيق الحلالمة           | 12 أكتوبر 2020             | 12 نوفمبر 2020 |
| الداخلية                                  | بسام التلهوني (بالوكالة) | 12 نوفمبر 2020             | 2 ديسمبر 2020  |
| الداخلية                                  | سمير المبيضين            | 2 ديسمبر 2020              | 28 فبراير 2021 |
| الداخلية                                  | توفيق كريشان (بالوكالة)  | 28 فبراير 2021             | 7 مارس 2021    |
| الداخلية                                  | مازن الفراية             | 7 مارس 2021                | 15 سبتمبر 2024 |
| الأوقاف والشؤون والمقدسات الإسلامية       | محمد الخلايلة            | 7 نوفمبر 2019              | 15 سبتمبر 2024 |
| العدل                                     | بسام التلهوني            | 11 أكتوبر 2018             | 28 فبراير 2021 |
| العدل                                     | أحمد الزيادات (بالوكالة) | 28 فبراير 2021             | 7 مارس 2021    |
| العدل                                     | أحمد الزيادات            | 7 مارس 2021                | 15 سبتمبر 2024 |
| المالية                                   | محمد العسعس              | 7 نوفمبر 2019              | 15 سبتمبر 2024 |
| التربية والتعليم                          | تيسير النعيمي            | 7 نوفمبر 2019              | 7 مارس 2021    |
| التربية والتعليم                          | محمد أبو قديس            | 7 مارس 2021                | 11 أكتوبر 2021 |
| التربية والتعليم                          | وجيه عويس                | 11 أكتوبر 2021             | 27 أكتوبر 2022 |
| التربية والتعليم                          | عزمي محافظة              | 27 أكتوبر 2022             | 15 سبتمبر 2024 |
| التعليم العالي والبحث العلمي              | محمد أبو قديس            | 12 أكتوبر 2020             | 11 أكتوبر 2021 |
| التعليم العالي والبحث العلمي              | وجيه عويس                | 11 أكتوبر 2021             | 27 أكتوبر 2022 |
| التعليم العالي والبحث العلمي              | عزمي محافظة              | 27 أكتوبر 2022             | 15 سبتمبر 2024 |
| الصحة                                     | نذير عبيدات              | 12 أكتوبر 2020             | 13 مارس 2021   |
| الصحة                                     | مازن الفراية (بالوكالة)  | 13 مارس 2021               | 29 مارس 2021   |
| الصحة                                     | فراس الهواري             | 29 مارس 2021               | 15 سبتمبر 2024 |
| الاتصال الحكومي                           | فيصل الشبول              | 27 أكتوبر 2022             | 25 سبتمبر 2023 |
| الاتصال الحكومي                           | مهند مبيضين              | 26 سبتمبر 2023             | 15 سبتمبر 2024 |
| الاقتصاد الرقمي والريادة                  | أحمد الهناندة            | 12 أكتوبر 2020             | 15 سبتمبر 2024 |
| الاستثمار                                 | خيري عمرو                | 11 أكتوبر 2021             | 27 أكتوبر 2022 |
| الاستثمار                                 | خلود السقاف              | 27 أكتوبر 2022             | 15 سبتمبر 2024 |
| التخطيط والتعاون الدولي                   | ناصر الشريدة             | 12 أكتوبر 2020             | 27 أكتوبر 2022 |
| التخطيط والتعاون الدولي                   | زينة طوقان               | 27 أكتوبر 2022             | 15 سبتمبر 2024 |
| الشؤون السياسية والبرلمانية               | موسى المعايطة            | 1 يونيو 2016               | 5 أبريل 2022   |
| الشؤون السياسية والبرلمانية               | توفيق كريشان (بالوكالة)  | 5 أبريل 2022               | 27 أكتوبر 2022 |
| الشؤون السياسية والبرلمانية               | وجيه عزايزة              | 27 أكتوبر 2022             | 25 سبتمبر 2023 |
| الشؤون السياسية والبرلمانية               | حديثه جمال الخريشه       | 26 سبتمبر 2023             | 15 سبتمبر 2024 |
| الزراعة                                   | محمد الداودية            | 12 أكتوبر 2020             | 7 مارس 2021    |
| الزراعة                                   | خالد الحنيفات            | 7 مارس 2021                | 15 سبتمبر 2024 |
| المياه والري                              | معتصم سعيدان             | 12 أكتوبر 2020             | 7 مارس 2021    |
| المياه والري                              | محمد النجار              | 7 مارس 2021                | 25 سبتمبر 2023 |
| المياه والري                              | رائد أبو السعود          | 26 سبتمبر 2023             | 15 سبتمبر 2024 |
| الأشغال العامة والإسكان                   | يحيى كسبي                | 12 أكتوبر 2020             | 27 أكتوبر 2022 |
| الأشغال العامة والإسكان                   | أحمد ماهر أبو السمن      | 27 أكتوبر 2022             | 15 سبتمبر 2024 |
| النقل                                     | مروان خيطان              | 12 أكتوبر 2020             | 7 مارس 2021    |
| النقل                                     | وجيه عزايزة              | 7 مارس 2021                | 27 أكتوبر 2022 |
| النقل                                     | أحمد ماهر أبو السمن      | 27 أكتوبر 2022             | 25 سبتمبر 2023 |
| النقل                                     | وسام التهتموني           | 26 سبتمبر 2023             | 15 سبتمبر 2024 |
| الطاقة والثروة المعدنية                   | هالة زواتي               | 14 يونيو 2018              | 11 أكتوبر 2021 |
| الطاقة والثروة المعدنية                   | صالح الخرابشة            | 11 أكتوبر 2021             | 15 سبتمبر 2024 |
| الصناعة والتجارة والتموين                 | مها علي                  | 12 أكتوبر 2020             | 11 أكتوبر 2021 |
| الصناعة والتجارة والتموين                 | يوسف الشمالي             | 11 أكتوبر 2021             | 15 سبتمبر 2024 |
| العمل                                     | معن القطامين             | 12 أكتوبر 2020             | 8 مارس 2021    |
| العمل                                     | أيمن المفلح (بالوكالة)   | 8 مارس 2021                | 29 مارس 2021   |
| العمل                                     | يوسف الشمالي             | 29 مارس 2021               | 11 أكتوبر 2021 |
| العمل                                     | نايف استيتية             | 11 أكتوبر 2021             | 27 أكتوبر 2022 |
| العمل                                     | يوسف الشمالي             | 27 أكتوبر 2022             | 25 سبتمبر 2023 |
| العمل                                     | ناديا الروابدة           | 26 سبتمبر 2023             | 15 سبتمبر 2024 |
| التنمية الاجتماعية                        | أيمن المفلح              | 12 أكتوبر 2020             | 27 أكتوبر 2022 |
| التنمية الاجتماعية                        | وفاء بني مصطفى           | 27 أكتوبر 2022             | 15 سبتمبر 2024 |
| الشباب                                    | محمد سلامة النابلسي      | 12 أكتوبر 2020             | 15 سبتمبر 2024 |
| البيئة                                    | نبيل المصاروة            | 12 أكتوبر 2020             | 11 أكتوبر 2021 |
| البيئة                                    | معاوية الردايدة          | 11 أكتوبر 2021             | 15 سبتمبر 2024 |
| السياحة والآثار                           | نايف الفايز              | 12 أكتوبر 2020             | 22 ديسمبر 2022 |
| السياحة والآثار                           | مكرم القيسي              | 22 ديسمبر 2022             | 15 سبتمبر 2024 |
| الثقافة                                   | باسم الطويسي             | 7 نوفمبر 2019              | 7 مارس 2021    |
| الثقافة                                   | علي العايد               | 7 مارس 2021                | 11 أكتوبر 2021 |
| الثقافة                                   | هيفاء النجار             | 11 أكتوبر 2021             | 15 سبتمبر 2024 |
| وزير دولة للشؤون الاقتصادية               | أمية طوقان               | 12 أكتوبر 2020             | 7 مارس 2021    |
| وزير دولة                                 | محمود الخرابشة           | 12 أكتوبر 2020             | 7 مارس 2021    |
| وزير دولة لتطوير الأداء المؤسسي           | رابعة العجارمة           | 12 أكتوبر 2020             | 7 مارس 2021    |
| وزير دولة لشؤون الاستثمار                 | معن القطامين             | 12 أكتوبر 2020             | 7 مارس 2021    |
| وزير دولة لشؤون رئاسة الوزراء             | إبراهيم الجازي           | 12 أكتوبر 2020             | 15 سبتمبر 2024 |
| وزير دولة لشؤون المتابعة والتنسيق الحكومي | نواف التل                | 12 أكتوبر 2020             | 27 أكتوبر 2022 |
| وزير دولة للشؤون القانونية                | أحمد الزيادات            | 12 أكتوبر 2020             | 7 مارس 2021    |
| وزير دولة للشؤون القانونية                | محمود الخرابشة           | 7 مارس 2021                | 11 أكتوبر 2021 |
| وزير دولة للشؤون القانونية                | وفاء بني مصطفى           | 11 أكتوبر 2021             | 27 أكتوبر 2022 |
| وزير دولة للشؤون القانونية                | نانسي نمروقة             | 27 أكتوبر 2022             | 15 سبتمبر 2024 |
| وزير دولة لشؤون الإعلام                   | علي العايد               | 12 أكتوبر 2020             | 7 مارس 2021    |
| وزير دولة لشؤون الإعلام                   | صخر دودين                | 7 مارس 2021                | 11 أكتوبر 2021 |
| وزير دولة لشؤون الإعلام                   | فيصل الشبول              | 11 أكتوبر 2021             | 27 أكتوبر 2022 |
| وزير دولة لتحديث القطاع العام             | ناصر الشريدة             | 27 أكتوبر 2022             | 15 سبتمبر 2024 |
| وزير دولة                                 | وجيه عزايزة              | 26 سبتمبر 2023             | 15 سبتمبر 2024 |

## تعديلات وتكليفات واستقالات وإقالات
- في 26 ربيع الأول 1442 هجري الموافق 12 تشرين الثاني 2020 ميلادي صدرت إرادة ملكية بالموافقة على قبول استقالة السيد توفيق يوسف إبراهيم الحلالمة وزير الداخلية والموافقة على تكليف الدكتور بسام سمير شحادة التلهوني وزير العدل بإدارة وزارة الداخلية اعتباراً من تاريخه.[5][6]
- في 17 ربيع الآخر 1442 هجري الموافق 2 كانون الأول 2020 ميلادي صدرت إرادة ملكية بتعيين السيد سمير إبراهيم محمد المبيضين وزيراً للداخلية.[7]
- في 16 رجب 1442 هجري الموافق 28 شباط 2021 ميلادي صدرت إرادة ملكية بالموافقة على قبول استقالة الدكتور بسام سمير شحادة التلهوني وزير العدل، والسيد سمير إبراهيم محمد المبيضين وزير الداخلية من منصبيهما، والموافقة على تكليف السيد توفيق محمود كريشان نائب رئيس الوزراء ووزير الإدارة المحلية بإدارة وزارة الداخلية، والدكتور أحمد نوري محمد الزيادات وزير دولة للشؤون القانونية بإدارة وزارة العدل اعتبارا من تاريخه.[8]
- في 23 رجب 1442 هجري الموافق 7 آذار 2021 ميلادي صدرت إرادة ملكية بالموافقة على إجراء تعديل على حكومة الدكتور بشر هاني الخصاونة:[9]
  - تُقبل استقالة الدكتور أمية صلاح طوقان نائب رئيس الوزراء ووزير دولة للشؤون الاقتصادية
  - تُقبل استقالة السيد محمد حسن سليمان الداوودية وزير الزراعة
  - تُقبل استقالة الدكتور تيسير منيزل النهار النعيمي وزير التربية والتعليم
  - تُقبل استقالة السيد علي حمدان عبد القادر العايد وزير دولة لشؤون الإعلام
  - تُقبل استقالة الدكتور أحمد نوري محمد الزيادات وزير دولة للشؤون القانونية
  - تُقبل استقالة الدكتور باسم محمد موسى الطويسي وزير الثقافة
  - تُقبل استقالة الدكتور "محمد خير" أحمد أبو قديس وزير التعليم العالي والبحث العلمي
  - تُقبل استقالة السيد محمود عواد الخرابشة وزير دولة
  - تُقبل استقالة المهندس مروان حنا سليمان خيطان وزير النقل
  - تُقبل استقالة الدكتور معتصم نايف حسين سعيدان وزير المياه والري
  - تُقبل استقالة المهندسة رابعة مفلح عودة العجارمة وزير دولة لتطوير الأداء المؤسسي
  - تُقبل استقالة الدكتور معن مرضي القطامين وزير العمل ووزير دولة لشؤون الاستثمار
  - يعين المهندس محمد جميل موسى النجار وزيرا للمياه والري
  - يعين السيد علي حمدان عبد القادر العايد وزيرا للثقافة
  - يعين المهندس وجيه طيب عبد الله عزايزة وزيرا للنقل
  - يعين الدكتور أحمد نوري محمد الزيادات وزيرا للعدل
  - يعين المهندس خالد موسى شحادة الحنيفات وزيرا للزراعة
  - يعين الدكتور "محمد خير" أحمد أبو قديس وزيرا للتربية والتعليم ووزيرا للتعليم العالي والبحث العلمي
  - يعين السيد محمود عواد إسماعيل الخرابشة وزير دولة للشؤون القانونية
  - يعين الدكتور معن مرضي القطامين وزيرا للعمل
  - يعين المهندس صخر مروان دودين وزير دولة لشؤون الإعلام
  - يعين السيد مازن عبد الله هلال الفراية وزيرا للداخلية
- في 24 رجب 1442 هجري الموافق 8 آذار 2021 ميلادي صدرت إرادة ملكية بالموافقة على قبول استقالة الدكتور معن مرضي عبد الله القطامين وزير العمل وتكليف السيد أيمن رياض سعيد المفلح وزير التنمية الاجتماعية بإدارة وزارة العمل اعتبارا من تاريخه.[10][11]
- في 29 رجب 1442 الموافق 13 آذار 2021 ميلادي صدرت إرادة ملكية بإقالة الدكتور نذير مفلح محمد عبيدات وزير الصحة والموافقة على تكليف السيد مازن عبد الله هلال الفراية وزير الداخلية بإدارة وزارة الصحة اعتبارا من تاريخه.[12]
- في 15 شعبان 1442 هجري الموافق 29 آذار 2021 ميلادي صدرت إرادة ملكية بالموافقة على إجراء تعديل على حكومة الدكتور بشر هاني الخصاونة:[13]
  - يعين الدكتور فراس إبراهيم ارشيد الهواري وزيراً للصحة
  - يعين السيد يوسف محمود علي الشمالي وزيراً للعمل
- في 4 ربيع الأول 1443 هجري الموافق 11 تشرين الأول 2021 صدرت إرادة ملكية بالموافقة على إجراء تعديل على حكومة الدكتور بشر هاني الخصاونة:[14]
  - تُقبل استقالة السيد علي حمدان عبد القادر العايد وزير الثقافة
  - تُقبل استقالة المهندسة مها عبد الرحيم صابر علي وزيرة الصناعة والتجارة والتموين
  - تُقبل استقالة المهندسة هالة عادل عبد الرحمن زواتي وزيرة الطاقة والثروة المعدنية
  - تُقبل استقالة السيد نبيل سليم عيسى المصاروة وزير البيئة
  - تُقبل استقالة الدكتور "محمد خير" أحمد محمد أبو قديس وزير التربية والتعليم ووزير التعليم العالي والبحث العلمي
  - تُقبل استقالة السيد محمود عواد إسماعيل الخرابشة وزير الدولة للشؤون القانونية
  - تُقبل استقالة المهندس صخر مروان دودين وزير الدولة لشؤون الإعلام
  - تُقبل استقالة السيد يوسف محمود علي الشمالي وزير العمل
  - يعين الدكتور وجيه موسى عويس عويس وزيرا للتربية والتعليم ووزيرا للتعليم العالي والبحث العلمي
  - يعين الدكتور صالح علي حامد الخرابشة وزيرا للطاقة والثروة المعدنية
  - يعين السيد يوسف محمود علي الشمالي وزيرا للصناعة والتجارة والتموين
  - يعين السيد فيصل يوسف عوض الشبول وزير دولة لشؤون الإعلام
  - تعين السيدة هيفاء يوسف فضل حجار النجار وزيرا للثقافة
  - تعين السيدة وفاء سعيد يعقوب بني مصطفى وزير دولة للشؤون القانونية
  - يعين الدكتور معاوية خالد محمد الردايدة وزيرا للبيئة
  - يعين المهندس خيري ياسر عبد المنعم عمرو وزيرا للاستثمار
  - يعين السيد نايف زكريا نايف استيتية وزيرا للعمل
- في 4 رمضان 1443 هجري الموافق 5 نيسان 2022 ميلادي صدرت إرادة ملكية بالموافقة على قبول استقالة المهندس موسى حابس موسى المعايطة وزير الشؤون السياسية والبرلمانية والموافقة على تكليف السيد توفيق محمود حسين كريشان نائب رئيس الوزراء ووزير الإدارة المحلية بإدارة وزارة الشؤون السياسية والبرلمانية اعتبارا من تاريخه.[15]
- في 1 ربيع الآخر 1444 هجري الموافق 27 تشرين الأول 2022 ميلادي صدرت إرادة ملكية بالموافقة على إجراء تعديل على حكومة الدكتور بشر هاني الخصاونة:[16]
  - تُقبل استقالة السيد ناصر سلطان حمزة الشريدة وزير التخطيط والتعاون الدولي
  - تُقبل استقالة الدكتور وجيه موسى عويس عويس وزير التربية والتعليم ووزير التعليم العالي والبحث العلمي
  - تُقبل استقالة المهندس يحيى موسى بيجاينج كسبي وزير الأشغال العامة والإسكان
  - تُقبل استقالة المهندس وجيه طيب عبد الله عزايزة وزير النقل
  - تُقبل استقالة السيد أيمن رياض سعيد المفلح وزير التنمية الاجتماعية
  - تُقبل استقالة الدكتور "نواف وصفي" سعيد "مصطفى وهبي" التل وزير الدولة لشؤون المتابعة والتنسيق الحكومي
  - تُقبل استقالة السيد يوسف محمود علي الشمالي وزير الصناعة والتجارة والتموين
  - تُقبل استقالة السيد فيصل يوسف عوض الشبول وزير الدولة لشؤون الإعلام
  - تُقبل استقالة السيدة وفاء سعيد يعقوب بني مصطفى وزير الدولة للشؤون القانونية
  - تُقبل استقالة المهندس خيري ياسر عبد المنعم عمرو وزير الاستثمار
  - تُقبل استقالة السيد نايف زكريا نايف استيتية وزير العمل
  - يعين السيد ناصر سلطان حمزة الشريدة نائبا لرئيس الوزراء للشؤون الاقتصادية ووزير دولة لتحديث القطاع العام
  - يعين المهندس وجيه طيب عبد الله عزايزة وزيرا للشؤون السياسية والبرلمانية
  - يعين المهندس "أحمد ماهر" حمدي توفيق أبو السمن وزيرا للأشغال العامة والإسكان ووزيرا للنقل
  - يعين الدكتور عزمي محمود مفلح محافظة وزيرا للتربية والتعليم ووزيرا للتعليم العالي والبحث العلمي
  - يعين السيد يوسف محمود علي الشمالي وزيرا للصناعة والتجارة والتموين ووزيرا للعمل
  - يعين السيد فيصل يوسف عوض الشبول وزيرا للاتصال الحكومي
  - تعين السيدة وفاء سعيد يعقوب بني مصطفى وزيرا للتنمية الاجتماعية
  - تعين السيدة خلود محمد هاشم السقاف وزيرا للاستثمار
  - تعين الدكتورة نانسي أحمد إبراهيم نمروقة وزير دولة للشؤون القانونية
  - تعين الآنسة زينة زيد رشاد طوقان وزيرا للتخطيط والتعاون الدولي
- في 28 جمادى الأولى 1444 هجري الموافق 22 كانون الأول 2022 ميلادي صدرت إرادة ملكية بالموافقة على قبول استقالة السيد نايف حميدي محمد الفايز وزير السياحة والآثار، والموافقة على تعيين السيد مكرم مصطفى عبد الكريم القيسي وزيرا للسياحة والآثار.[17]

### استقالة وزير الداخلية
بعد شهر من تشكيل الحكومة، تحديدًا في 26 ربيع الأول 1442 هجري الموافق 12 تشرين الثاني 2020 ميلادي، تقدّم وزير الداخلية توفيق الحلالمة باستقالته أدبيًا على أثر المخالفات الشعبية التي أعقبت الانتخابات النيابية. قُبلت استقالته وكُلف وزير العدل بسام التلهوني بتولي حقيبة وزارة الداخلية بالوكالة. في 17 ربيع الآخر 1442 هجري الموافق 2 كانون الأول 2020 عُين سمير المبيضين وزيراً للداخلية بناء على تنسيب رئيس الوزراء.

### استقالة وزيري العدل والداخلية
بسبب حضورهما مأدبة طعام في أحد المطاعم متجاوزين العدد المسموح به على الطاولة “خلافاً لأوامر الدفاع” المتعلقة بمكافحة وباء كوفيد-19 طلب رئيس الوزراء بشر الخصاونة من وزيري العدل بسام التلهوني ووزير الداخلية سمير المبيضين تقديم استقالتيهما. قُبلت استقالة الوزيرين اعتبارا من تاريخ 16 رجب 1442 هجري الموافق 28 شباط 2021، وكُلف نائب رئيس الوزراء ووزير الإدارة المحلية توفيق كريشان بإدارة وزارة الداخلية، ووزير الدولة للشؤون القانونية الدكتور أحمد الزيادات بإدارة وزارة العدل اعتبارا من تاريخه.

### استقالة وزير العمل
بعد يوم واحد من التعديل الوزاري الذي أُجري في 23 رجب 1442 هجري الموافق 7 آذار 2021 ميلادي تقدم وزير العمل معن القطامين باستقالته. قُبلت الاستقالة وكُلف وزير التنمية الاجتماعية أيمن المفلح بإدارة وزارة العمل اعتبارا من تاريخه. أوضح وزير الدّولة لشؤون الإعلام والناطق الرسمي للحكومة وقتها صخر دودين أنّ رئيس الوزراء اجتمع مساء يوم 6  آذار بوزير العمل معن القطامين؛ بخصوص التعديل الوزاري الذي صدرت الموافقة عليه في اليوم التالي. وبيّن صخر دودين في بيان أن رئيس الوزراء أبلغ وزير العمل بأنّ الجمع ما بين حقيبتيّ العمل والاستثمار أثبت عدم جدواه خلال الشهور الماضية، وذلك في ضوء التجربة الفعليّة على أرض الواقع. ووضع وزير العمل أمام ثلاثة خيارات وهي؛ تولّي حقيبة وزارة العمل، أو إدارة ملفّ الاستثمار من خلال رئاسة هيئة الاستثمار، أو السّير في الإجراءات الدستوريّة لقبول استقالته التي كان قد وضعها أمام رئيس الوزراء أسوة بجميع زملائه تمهيداً لإجراء التعديل الوزاري. قبل وزير العمل خيار تولّي حقيبة وزارة العمل وأدّى بناء على ذلك اليمين الدستوريّة أمام الملك وحضر جلسة مجلس الوزراء التي أعقبت القسم. وتابع صخر دودين؛ إلّا أنّه وبعد ذلك تواردت أنباء على مواقع التواصل الاجتماعي تفيد بأنّ القطامين قدّم استقالته من الحكومة.

### حادثة مستشفى السلط وإقالة وزير الصحة
في 1 شعبان 1442 هجري الموافق 14 آذار 2021 ميلادي توفي سبعة من المرضى المصابين بفيروس كورونا في مستشفى السلط الحكومي بسبب نفاذ مخزون الأكسجين المستخدم للعناية بالمرضى في أقسام المستشفى وأستمر إنقطاع الأكسجين من الساعة السابعة والنصف صباحاً وحتى الساعة التاسعة والنصف صباحاً. زار الملك عبد الله الثاني المستشفى وأمر بتشكيل لجنة عسكرية للوقوف على أسباب الحادث وتحويل المتسببين بالحادثة إلى القضاء، جاء ذلك بعد مظاهرات حاشدة أمام المستشفى من قبل ذوي المتوفين وأهالي المنطقة طالبوا بفتح تحقيق وعلى إثرها قدم وزير الصحة نذير عبيدات إستقالته وصدر أمر ملكي لمدير المستشفى عبد الرزاق الخشمان بتقديم استقالته. أُغلقت التحقيقات بعد توقيف عدد من المسؤولين من بينهم أمين عام وزارة الصحة ومساعد الأمين العام للشؤون الصحية والفنية ومساعد الأمين العام لشؤون الخدمات ومدير مديرية الهندسة الطبية في الوزارة.

### استقالة وزير الشؤون السياسية والبرلمانية
صدرت الإرادة الملكية بمقتضى المادة (6) من قانون الهيئة المستقلة للانتخاب رقم (11) لسنة 2012 بتعيين مجلس مفوضي الهيئة المستقلة للانتخاب وتعيين المهندس موسى حابس موسى المعايطة رئيسا اعتبارا من تاريخ 4 رمضان 1443 هجري الموافق 5 نيسان 2022 ميلادي. وعليه قُبلت استقالته من منصب وزير الشؤون السياسية والبرلمانية من تاريخه.

### إنجازات ومهام
- في 10 نوفمبر 2020 أُجريت الانتخابات النيابية لمجلس النواب التاسع عشر باشراف الهيئة المستقلة للانتخاب

## وصلات خارجية
- رئاسة الوزراء
- كتاب التكليف السامي
- الرد على كتاب التكليف السامي
- بلاغات التشكيل والتعديل
- الحكومات السابقة
- وزارات المملكة

| سبقه حكومة عمر الرزاز | حكومة المملكة الأردنية الهاشمية 12 أكتوبر 2020 | تبعه حكومة جعفر حسان |